# Ciucurencu (film)
Ciucurencu este un film românesc din 1964 regizat de Erich Nussbaum.